# Dia de les Lletres Valencianes
El Dia de les Lletres Valencianes se celebra cada 20 de novembre per commemorar la publicació de la primera edició del Tirant lo Blanc de Joanot Martorell. Diversos ajuntaments organitzen lectures ininterrompudes de l'obra.
El 20 de novembre de 1490 eixia d'una impremta valenciana la primera edició del Tirant lo Blanc, la novel·la cavalleresca de Joanot Martorell considerada com una de les obres cabdals de la literatura universal.